# 求贤天主堂
求贤天主堂，位于北京市大兴区榆垡镇求贤村，隶属天主教北京教区。

## 简介
求贤天主堂始建于约1901年。老教堂已毁。现在的教堂是改革开放后重建的。天主堂的建筑形式一般，但有独立的院子。求贤天主堂是北京教区内规模较小的一座教堂。2010年代初，该堂平时每天进堂的教友多为老年人，本堂马曌神父为吸引白天上班的年轻人，每晚在堂里举办关于年轻人的灵修祈祷。求贤堂还有个多年形成的传统，每年清明节和追思已亡瞻礼，神父要随教友到坟地拜安所，特别为炼灵祈祷。2013年，在本堂马曌神父的指导下，求贤堂乐队成立。求贤堂乐队由该堂区的教友组成，除了为本堂区服务外，还为北京教区下辖的各堂区提供服务。

## 主任司铎
- 赵建敏神父（1989年9月—1992年9月，北京天主教神哲学院教务处主任代理）[6]

……
- 马曌神父（2011年2月—2014年）[7][3]
- 贺斌神父（2014年—）[8]